# 마강

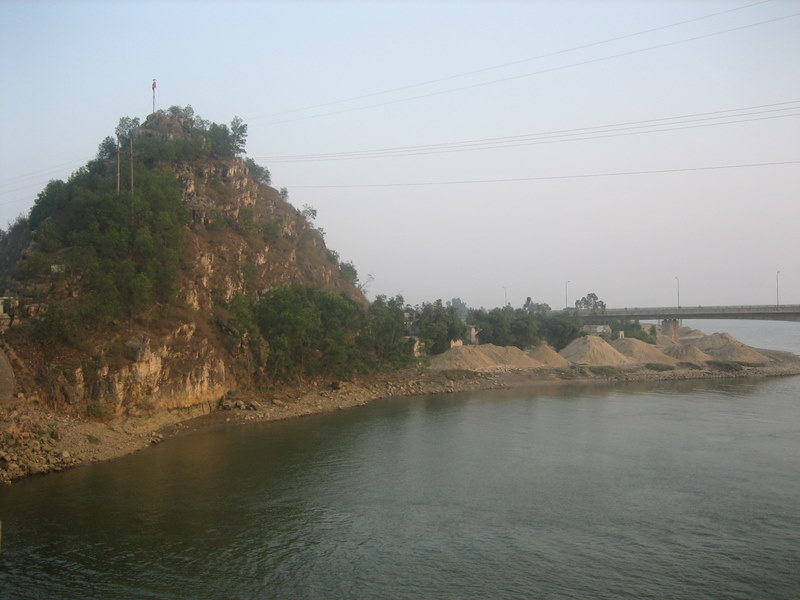
타인호아시 지점의 마강

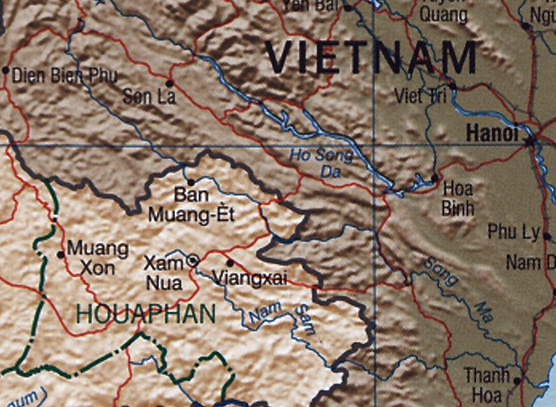
마강

마강(베트남어: Sông Mã / 瀧馬, 라오어: ນ້ຳມ້າ / Nam Ma)은 베트남 북서부에서 발원하는 아시아의 강이다. 베트남, 라오스를 거쳐 400 km를 흐르다가 다시 베트남을 거쳐 통킹만에서 바다로 흘러나간다.
마강의 가장 큰 지류는 쭈강(또는 라오스에서 부르는 남삼강)과 버어이강, 쩌우짜이강이다. 이 강들이 모두 베트남 중북부 타인호아성의 마강에 합류한다.
마강은 베트남에서 세 번째로 큰 마강 삼각주(타인호아 삼각주라고도 한다)를 형성한다.
마강 삼각주는 베트남의 남쪽 국경 근처에 있었다. 기원전 2세기 남월의 지배하에서는 베트남 두 현의 남부 끄우짠이 중심지였다.